# تقدير

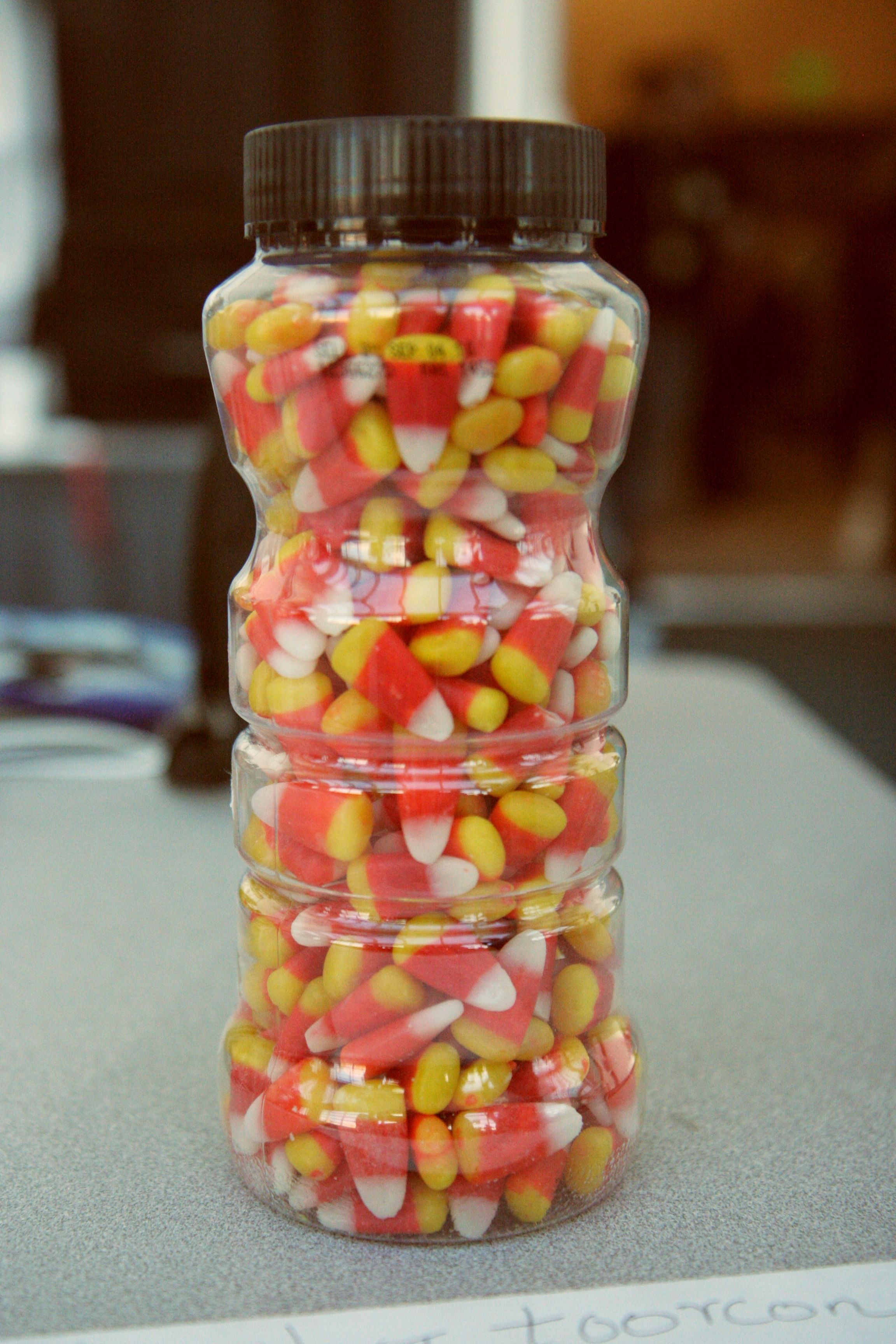
لا يمكن تحديد العدد الدقيق لقطع الحلوى في الجرة بمجرد النظر إليها، لأن معظم القطع غير مرئية. لكن يمكن تقدير الكمية بافتراض أن المقدار الموجود في الجزء غير المرئي من الجرة يكافئ الكمية الموجودة في الجزء المرئي.

التقدير هو عملية إيجاد مقاربة زمنية لإنجاز مهمة أو نشاط بحيث ينتج عن هذه العملية قيمة قابلة للاستخدام في أمور مختلفة كتقدير الوقت اللازم لإدخال البيانات أو نسبة عدم الاستقرار أو مقدار الشك في تنفيذ المهمة. يمكن استخدام القيمة المقدّرة لأنها تُشتق من المعلومات المتاحة ولا تكون عشوائية. عادة ما تتضمن عملية التقييم «استخدم القيمة الإحصائية المشتقة من عينة لتقدير قيمة معلمة السكان ذات العلاقة».
تعطي العينة معلومة قد تكون متوقعة لتحديد مجموعة يمكن أن تصف المعلومات الناقصة. يعتبر التقدير الذي لا يكون صحيحاً «مبالغة في التقدير» إذا تجاوز التقدير النتيجة الفعلية،
ويعتبر «دون التقدير» إذا كان التقدير أقل من النتيجة الفعلية.